# Olaf Klodt
Olaf Klodt (* 26. Dezember 1965 in Westerland auf Sylt) ist ein deutscher Architektur- und Kunsthistoriker sowie Journalist.

## Leben
Klodt studierte an der Universität Hamburg bei Fritz Jacobs (Kunsthistoriker) und Horst Bredekamp Kunstgeschichte. 1992 schloss er sein Studium mit einer Magisterarbeit über die Planungen für den Neubau der  Peterskirche unter Papst Julius II. und  Bramante ab. Zu diesem Thema hat er mehrfach publiziert.
Seit 2000 arbeitet Klodt als freiberuflicher Journalist und Online-Redakteur für unterschiedliche Print- und Online-Medien. Von 2007 bis 2009 war Klodt zudem Gesamtleiter aller Online-Aktivitäten des Hamburger Jahr Top Special Verlags. 2009 gründete Klodt das Online-Portal TauchJournal.de.

## Schriften
- Templi Petri Instauracio – Die Neubauentwürfe für St. Peter in Rom unter Papst Julius II. und Bramante (1505–1513), Ammersbek: Verlag an der Lottbek 1992, ISBN 3-86130-000-1
- Bramantes Entwürfe für die Peterskirche in Rom. Die Metamorphose des Zentralbaus, in: Olaf Klodt/Karen Michels/Thomas Röske/Dorothea Schröder (Hrsg.), Festschrift für Fritz Jakobs zum 60. Geburtstag, Münster: LIT 1996, S. 119–152, ISBN 3-8258-2729-1
- Raffael oder Bramante? Kritische Anmerkungen zur St. Peter-Forschung, in: Karen Buttler/Felix Krämer (Hrsg.): Jacobs-Weg. Auf den Spuren eines Kunsthistorikers. Weimar: VDG 2007, S. 73–86, ISBN 978-3-89739-552-7
- Rezension von: Georg Satzinger / Sebastian Schütze: St. Peter in Rom 1506–2006. Akten der internationalen Tagung 22.–25. Februar 2006 in Bonn, München: Hirmer 2008, in: sehepunkte 8 (2008), Nr. 7/8
- Rezension von: Steffen Krämer: Bramantes Pergamentplan. Eine Architekturzeichnung im Kontext wissenschaftlicher Kontroversen, Berlin: Deutscher Kunstverlag 2023, in: sehepunkte 24 (2024), Nr. 9 [3. November 2024]